# Élixir (alchimie)
Pour les articles homonymes, voir Élixir.
En alchimie, l'élixir, mot d'origine arabe, il est originellement d'origine grecque et désigne alternativement ou à la fois un liquide destiné soit à la transmutation des métaux (il s'agit alors d'une variante de la pierre philosophale), et une potion médicinale universelle (on parle aussi d'élixir de longue vie, de panacée ou d'or potable).